# Коровы (фильм)
«Коровы» (исп. Vacas) — дебютный фильм испанского кинорежиссёра Хулио Медема в полнометражном кино, снятый в 1992 году. Посвящён истории кровной вражды, соперничества и любви между двумя баскскими семьями на протяжении трёх поколений.
Эта работа поставила Медема в один ряд со многими выдающимися режиссёрами Европы. С этого фильма началось сотрудничество Медема с одной из лучших его актрис — Эммой Суарес, которая затем снимется у него в «Рыжей белке» и «Земле».

## Сюжет
Фильм состоит из четырёх отдельных новелл, вполне самостоятельных, но одновременно с этим связанных друг с другом общностью сюжета и персонажей.
События новеллы «Трусливый дровосек» начинаются в окопах Второй Карлистской войны в 1875 году, события трех оставшихся новелл — «Топоры», «Тёмное дупло» и «Война в лесу» разворачиваются соответственно в 1905, в 1915 и в 1936 годах в испанской провинции Гипускоа, где обе семьи, Иригибель и Мендилусе, живут по соседству, на разных сторонах холма, разделённых лишь небольшим лесом.
В течение 60 лет сменяются три поколения коров и людей, лица которых остаются неизменными в каждом поколении и исполняются теми же актёрами.

## В ролях
- Эмма Суарес — Кристина
- Кармело Гомес — Мануэль в молодости/ Игнасио / Перу
- Ана Торрент — Каталина
- Чема Бласко — Мануэль в старости
- Карра Элехальде — Льегорри / Лукас
- Клара Бадьола — Мадален
- Кандидо Уранга — Кармела / Хуан
- Пилар Бардем — Паулина
- Мигель Анхель Гарсиа — Перу в детстве
- Ане Санчес — Кристина в детстве

## Премии и награды
- Премия «Гойя» в номинации «Лучший оригинальный сценарий» (1992)
- Золотая награда на Кинофестивале в Токио (1993)
- «Особое отличие» на фестивале Мирового кино в Монреале (1992)
- Приз города Турина «Лучшему фильму» (1992)